# Akoursós
Akoursós (grec moderne : Ακουρσός) est un village chypriote situé dans le district de Paphos et comptant plus de 22 habitants.